# Râul Valea Gutâiului
Râul Valea Gutâiului este un curs de apă, în județul Maramureș, afluent al râului Cavnic.